# ;login:
;login: یک نشریه فنی قدیمی است که توسط انجمن یوزنیکس منتشر می‌شود و موضوع آن در رابطه با سیستم‌عامل یونیکس و به طور کلی مدیریت سیستم است. این نشریه هر دو ماه یک بار منتشر می‌شود. ;login: اولین بار در سال ۱۹۷۵ توسط مل فرنتز بنیان نهاده شد. نام اولیه این نشریه اخبار یونیکس (به انگلیسی: UNIX News) بود که در سال ۱۹۷۸ به ;login: تغییر پیدا کرد.
نقطه‌ویرگول اولیه‌ای که در نام این نشریه وجود دارد، از اعلان ورود به سیستم در نسخه‌های اولیه یونیکس گرفته شده است. یک کد گریز که مخصوص ترمینال مدل ۳۷ بود، در بقیه ترمینال‌ها به شکل یک نقطه‌ویرگول نمایش می‌یافت.